# Rose Quarter pályaudvar
A Rose Quarter pályaudvar átszállópont az Oregon állambeli Portlandben, ahol a TriMet és C-Tran autóbuszai, valamint a Metropolitan Area Express kék, zöld, piros és sárga vonalai között lehet átszállni. A sárga vonal megállója (Interstate/Rose Quarter) 180 méterre nyugatra van.
Az állomást eredetileg Coliseum Transit Centernek hívták; mai nevét 1994-ben vette fel.

## Elhelyezkedése
A buszpályaudvar az északnyugati Holladay utca és a -Wheeler-sugárút kereszteződésében, a villamosmegálló pedig az Interstate 5 felüljárója alatt fekszik; utóbbinak 2 forgalmi- és egy tárolóvágánya van. A Rose Quarter rendezvényközpont mellett található állomás körzetében van a Moda sportcentrum és a veteránok emlékhelye.
Az egykori Portland Vintage Trolley nosztalgiajárat járműtelepe a peronoktól északkeletre található; a vágánykapcsolatot nem szüntették meg. A tervek szerint az épületet karbantartóbázissá fogják átalakítani.
2001-től 2012-től a megálló a díjmentes övezetbe (Fareless Square, 2010-től Free Rail Zone) tartozott, de ezt az év szeptemberében megszüntették.
A megállóban található egy büfé.

## Autóbuszok

### TriMet
- 4 – Division/Fessenden (Gresham Transit Center◄►Richmond Road)[3]
- 8 – Jackson Park/NE 15th (►Martin Luther King Jr Boulevard (körjárat))[4]
- 16 – Front Ave/St. Helens Rd (1st Avenue/Oak Street◄►Sauvie Island[5]
- 35 – Macadam/Greeley (University of Portland◄►Oregon City Transit Center[6]
- 44 – Capitol Hwy/Mocks Crest (Pier Park◄►PCC Sylvania[7]
- 77 – Broadway/Halsey (Montgomery Park◄►Frontage Road)[8]
- 85 – Swan Island (►Basin Road)[9]

### C-Tran
- 157 – Lloyd District Express (Lloyd Center◄►99th Street Transit Center)[10]

| Előző állomás                                            |  | Metropolitan Area Express |  | Következő állomás                                             |
| -------------------------------------------------------- |  | ------------------------- |  | ------------------------------------------------------------- |
| Old Town/Chinatowntovább Hatfield Government Center felé |  | Kék vonal                 |  | Convention Centertovább Cleveland Avenue felé                 |
| Union Station/NW 5th & Glisan Sttovább PSU South felé    |  | Zöld vonal                |  | Convention Centertovább Clackamas Town Center pályaudvar felé |
| Old Town/Chinatowntovább Beaverton pályaudvar felé       |  | Piros vonal               |  | Convention Centertovább Portland International Airport felé   |

## Fordítás
- Ez a szócikk részben vagy egészben  a   Rose Quarter Transit Center című angol Wikipédia-szócikk ezen változatának fordításán alapul.  Az eredeti cikk szerkesztőit annak laptörténete sorolja fel. Ez a jelzés csupán a megfogalmazás eredetét és a szerzői jogokat jelzi, nem szolgál a cikkben szereplő információk forrásmegjelöléseként.